# Save Me (chanson de Shinedown)
Pour les articles homonymes, voir Save Me.
Singles de Shinedown
Burning Bright
(2004) I Dare You
(2005)
Save Me est le cinquième single du groupe Shinedown sorti en 2005.

## Liste des chansons
| No | Titre   | Durée |
| -- | ------- | ----- |
| 1. | Save Me | 3:33  |

## Performance dans les charts
| Charts                                    | Meilleur position |
| ----------------------------------------- | ----------------- |
| U.S. Billboard Hot 100                    | 72                |
| U.S. Billboard Hot Mainstream Rock Tracks | 1                 |
| U.S. Billboard Modern Rock                | 2                 |